# Karpatiosorbus remensis
Alisier de Reims
Espèce
Statut de conservation UICN

 EN  : En danger
Karpatiosorbus remensis, l'Alisier de Reims, est une espèce de plantes à fleurs de la famille des Rosaceae, microendémique du département de la Marne, en France. C'est un arbre ou arbuste à feuilles simples dentées, à fleurs blanches en corymbes et produisant des alises oranges. C'est une plante hybridogène (issue du croisement stable entre Aria edulis et Torminalis glaberrima).

## Description

### Appareil végétatif
C'est un arbuste, ou un arbre, pouvant atteindre jusqu'à 15 m de haut. Ses feuilles sont (1,3-) 1,4 à 1,6 (-1,7) fois plus longues que larges. Leur base est cunéiforme à arrondie, formant un angle de (80-) 90 à 130 (-150) degrés ; l'angle formé par la paire de nervures basales est le plus souvent inférieur à 90 degrés, inférieur à celui formé par la base du limbe. L'apex est feuilles est très aigu ; la face supérieure est glabre et luisante ; la face inférieure est recouverte d'un indûment peu épais et verdâtre. Les feuilles des rameaux fertiles sont longues de 6 à 11,5 cm et larges de 4 à 7,5 cm, avec huit ou neuf paires de nervures latérales ; les lobes les plus grands ont un bord supérieur de (4-) 6 à 8 (-12) mm et un bord inférieur mesurant 15 à 28 mm, excepté
le bord inférieur du premier lobe, de 25 à 50 mm depuis la base du limbe foliaire.

### Appareil reproducteur
Les inflorescences sont des corymbe d'environ 6 × 11 cm de diamètre, portant entre 50 et 70 fleurs. Leurs pétales sont blanchâtres
rayonnants, ovales, mesurant 3 à 4 mm de large et 5 à 6 mm de long. Les étamines ont des anthères blanc-ivoire. Il y a deux styles, fusionnés dans la moitié inférieure. Les fruits sont des alises oranges, globuleuses à brièvement ellipsoïdes, mesurant 9 à 13 mm de long et 9 à 12 mm de large. Les lenticelles du fruit sont petites et nombreuses. Les graines sont brun clair, longues de 3–5 mm et larges de 2–2,5 mm. C'est une plante apomictique.

### Confusions possibles
L'espèce diffère de Karpatiosorbus latifolia (syn. Sorbus latifolia) et de Karpatiosorbus semi-incisa (syn. Sorbus semi-incisa) par ses feuilles nettement plus longues que larges, à lobes plus marqués et plus aigus, ainsi que par son tomentum plus fin. Elle diffère aussi de Karpatiosorbus adeana (syn. Sorbus adeana) par son limbe plus finement denté, les dents étant plus aiguës, plus nombreuses, en particulier sur le bord inférieur des lobes, et présentes dès la base du limbe ou presque ; elle en diffère aussi par les incisions inter-lobaires d'une longueur de 1/4 à 1/3 de la demi-largeur du limbe foliaire, par la longueur du bord inférieur du deuxième lobe pouvant atteindre jusqu'à 28 à 30 mm, par ses lobes plus aigus, le bord supérieur du lobe étant 1,5 fois plus long que le bas du lobe mesuré au niveau du sinus, par les pétales plus longs que larges, et par ses fruits subglobuleux et non pyriformes.

### Génétique
Karpatiosorbus remensis est une espèce hybridogène, issue du croisement stable entre Aria edulis (syn. Sorbus aria) et Torminalis glaberrima (syn. Sorbus torminalis). Cornier a décrit l'espèce comme étant diploïde (2n = 34), mais ce rapport ne serait pas fiable et très probablement erroné. Des recherches supplémentaires sont nécessaires car elle pourrait être triploïde.

## Habitat et répartition
Cette espèce est microendémique du département de la Marne, en France. Elle n'a été observée qu'en trois secteurs : au sud de la  montagne de Reims, près de la commune de Châlons-en-Champagne et au nord-ouest de Reims.
Elle est souvent en mélange avec plusieurs espèces de Sorbus au sens large, dont Aria edulis, Torminalis glaberrima, quelques arbres de morphologie proche de Karpatiosorbus latifolia, des hybrides instables entre A. edulis et T. glaberrima, aux morphologies très hétérogènes, dont elle peut être assez facilement distinguée, ainsi que, plus rarement, au sud de la montagne de Reims, Sorbus aucuparia et Cormus domestica. En certains secteurs, l'espèce représente le tiers des Sorbus sensu lato. Sa fructification abondante lui permet une régénération naturelle, avec une morphologie stable.

## Systématique
Le nom correct complet (avec auteur) de ce taxon est Karpatiosorbus remensis (Cornier) Sennikov & Kurtto, 2017,. L'espèce a été initialement classée dans le genre Sorbus sous le basionyme Sorbus remensis en 2009, par le botaniste français Bruno Cornier (d). L'épithète spécifique remensis fait référence à la ville de Reims près de laquelle l'espèce a été décrite. Elle a été considérée comme une variété de Sorbus latifolia par l'agronome français Philippe Jauzein en 2013. Elle a été relevée au rang d'espèce et déplacée en 2017, sur la base d'analyses phylogénétiques, dans le genre Karpatiosorbus (nom dédicacé au botaniste hongrois Zoltán Kárpáti (d), spécialiste des Sorbus), qui regroupe des espèces hybridogènes issues de croisements stables entre les genres Aria et Torminalis. En 2018, il a été proposé de la déplacer de nouveau, dans le genre Pyrus pris au sens très large et regroupant la plupart des genres de la tribu des Maleae dans une volonté de simplifier la nomenclature, sans que la nouveau nom Pyrus gallica ne soit retenu.
Karpatiosorbus remensis a donc pour synonymes :
- Pyrus gallica M.F.Fay & Christenh., 2018[4]
- Sorbus latifolia var. remensis (Cornier) Jauzein, 2013[4],[5]
- Sorbus remensis Cornier, 2009[4],[5]
- Sorbus semiincisa auct. non (Borbas) Borbas, 1887, sensu J.Duvign.[5]
- Sorbus semiincisa auct. non (Borbas) Borbas, 1887, sensu Lambinon, 1992[5]

L'espèce porte en français le nom normalisé d'« Alisier de Reims ».

## Menaces et conservation
C'est une espèce en danger (EN) selon l'UICN (7 avril 2024) car son aire de répartition est très restreinte. Dans le sud de son aire de répartition, son habitat est menacé par l'agriculture et les constructions de routes, qui réduisent les surfaces de bois et de haies. Dans le centre de son aire de répartition, la population est moins menacée mais pourrait l'être à l'avenir si la culture de vignes s'étendait. L'espèce est détenue dans deux collections ex situ. La sous-population la plus importante se trouve dans le parc naturel régional de la Montagne de Reims. Des recherches supplémentaires sont nécessaires pour déterminer la taille de la population.